# 북마케도니아 공화국 국립은행
북마케도니아 공화국 국립은행(마케도니아어: Народна банка на Република Северна Македонија 나로드나 반카 나 레푸블리카 세베르나 마케도니야)는 북마케도니아의 중앙은행이다. 본점은 스코페에 있다.